# Evermind
Az Evermind az Amethystium nevű norvég zenei projekt harmadik albuma, a „szitakötő-trilógia” utolsó lemeze. 2004-ben jelent meg.

## Az album dalai
1. Arcus – 5:06
2. Into the Twilight – 4:51
3. Shadowlands – 5:30
4. Break of Dawn – 4:22
5. Innocence – 4:37
6. Satori – 4:26
7. Barefoot – 4:13
8. Reverie – 5:22
9. Lost – 4:26
10. Fable – 5:03
11. Imaginatio – 4:42

## Közreműködők
- Øystein Ramfjord – zeneszerző, billentyűs
- Helge Krabye – gitár
- Lee Nisbet – ének
- Martha Krossbakken – ének